# 广石铁路
广石铁路即广石线，工程名广州铁路枢纽东北货车外绕线，是一条横穿广州市区东北部的客货共线鐵路。铁路经过廣州的花都、白云、黄埔、增城四区，全長68.889公里，由中国铁路总公司、广东省人民政府和广州市人民政府共同出资建设。线路于2020年8月18日开通运营。

## 线路概况
广石铁路位于广州市花都区、白云区、黄埔区、增城区，是广深铁路沟通京广铁路、广茂铁路、南广铁路、广珠铁路、南沙港铁路、柳肇铁路的客货运联络线，起自广州北站，终至石滩站接上既有广深铁路Ⅲ、Ⅳ线，另设有连接主线及江村编组站和广深铁路仙村站的联络线。线路长68.889公里。相关工程包括京广铁路改线、广深铁路Ⅲ、Ⅳ线石滩至仙村改线（位于既有广深铁路Ⅲ、Ⅳ线石滩至仙村段）、仙村至货车外绕线的联络线、广汕铁路长岗联络线以及江村编组站改造工程等5部分，包括新建长岗、太和、增城3座车站，改建石滩、仙村车站。铁路性质为客货共线的双线有砟铁路，设计行车速度目标值120km/h。
广石铁路绕开了广州市中心，为北上南下的长途客货列车提供分流通道，枢纽内客货列车间不再交叉干扰。这样即可避免货车途经市区时产生的噪音扰民问题，亦释放广深铁路的运输能力，同时为增城区和白云区提供新的货运途径。线路的修建亦为广州铁路枢纽三座大车站（广州白云站、广州东站、广州站）的先后改造扩建提供疏解条件。

## 历史

### 规划
2013年3月，铁道部、广东省人民政府批复广州铁路枢纽东北货车外绕线工程的项目建议书。同年10月，线路第一次环评报告开始公示。2014年1月14日，本线的第二次环境评价报告向社会公示。在当时的规划中，线路中途设长岗、白山洞（位于帽峰山南侧白山村）、萝岗（位于黄埔区沙岩村）三站。
2014年5月，为避开嘉汇城及和龙水库，本线线位及设站稍作修改，原白山洞和萝岗两站调整为太和、增城站，同时取消了在江村编组站与广珠铁路的直通线。同年11月，环评报告获广州市环保局批复。2015年7月，中国铁路总公司和广东省政府批复线路初步设计。
2016年，广州铁路枢纽规划调整，本线由货运专线调整为客货共线，增城站增加客运设施。调整后的线路于2017年重新开始环评工作，并于2018年获得批复。

### 建设
2015年12月，全线动工興建。
2018年1月14日，本线太和隧道出口与下迳斜井大里程实现顺利贯通，是该线首座长大隧道实现节点贯通。2020年3月13日，线路在石滩站与广深Ⅳ线完成接轨。3月19日，江村站的两处线路完成拨接施工；5月29日，江长联络线成功接入江村站。

### 运营
2020年8月18日，广石线长冈至石滩段及江长联络线（江村-长冈）开通运营。2021年3月12日，仙村联络线（潮山线路所-仙村）开通运营。2022年4月25日，广州北至长冈段开通运营。
2022年5月14日，因广州白云站施工造成京广线棠溪站一带故障，有部分旅客列车绕行广石线。8月10日零时起，配合广州白云站工程，为确保京广线途经邻近施工区段的旅客列车运行安全，广州北站往广州站、深圳、东莞东等方向的旅客列车改经广石线、广深线运行，因此广石线正式有图定旅客列车经过，但增城西站仍暂不开通客运业务，绕行导致广州-广州北区间行车时间增加约1小时，里程增加近100公里，票价也有部分提高。2023年9月20日起，所有途經京廣線往廣州站及廣州東站的客運列車改回原路線行走，但來往京廣線至深圳、東莞及惠州的客運列車仍然途經廣石線，不途經廣州市區路段。

## 事故
2017年9月15日凌晨，太和隧道明挖段施工点发生坍塌事故，造成一名施工人员死亡。